# Vulcanica
Vulcanica là một chi bướm đêm thuộc họ Noctuidae.